# Flagge North Carolinas

Flagge North Carolinas

Flagge von 1861

Die aktuelle Flagge des US-Bundesstaats North Carolina stammt aus dem Jahr 1885.

## Beschreibung
Die rechteckige Flagge ist in drei Felder unterschiedlicher Farbe unterteilt. Zirka ein Drittel nimmt auf der linken Seite ein dunkelblaues Feld ein, die übrige Fläche ist quer mittig geteilt. Oben befindet sich ein rotes Feld, darunter ein weißes.
Im Zentrum des dunkelblauen Feldes befindet sich ein weißer, fünfzackiger Stern. Links und rechts von ihm befinden sich die goldfarbenen Lettern N und C. In Halbbögen darüber und darunter stehen auf güldenen Bändern zwei Daten in Dunkelblau geschrieben, zum einen „May 20th 1775“ und zum anderen „April 12th 1776“.

## Geschichte
Die ursprüngliche Flagge entstand beim Ausbruch des Amerikanischen Bürgerkriegs im Jahr 1861. Die gegenwärtige Form, eine Variante der Kriegsflagge der Konföderierten, stammt aus dem Jahr 1885 und ist mit den Initialen des Bundesstaates versehen. Das rote Feld der alten Flagge wurde durch Blau ersetzt, als Erinnerung an die Bonnie Blue Flag, die als Symbol der Sezession während des Krieges benutzt wurde.
Sie trägt die Daten der so genannten Mecklenburg Declaration of Independence (20. Mai 1775) und der Halifax Resolves (12. April 1776), die beide in North Carolina stattfanden und am Anfang der amerikanischen Unabhängigkeitsbewegung standen.